# Comeblack
Comeblack es un álbum de regrabaciones y versiones de la banda alemana de hard rock y heavy metal Scorpions, publicado en 2011 por Sony Music. En ese mismo año, mientras los músicos estaban en medio de la gira de conciertos Get Your Sting and Blackout World Tour, el sello les propuso realizar un nuevo disco con el objetivo de tener material discográfico para extender el tour. Aunque titubearon, pues Sting in the Tail de 2010 había sido anunciado como su último álbum de estudio, decidieron regrabar algunas de sus clásicas canciones con la tecnología de la época y brindarles a sus fanáticos un sonido actualizado. Más tarde, la idea se extendió con la inclusión de versiones de algunos artistas que los inspiraron.
Producido por los suecos Mikael Andersson y Martin Hansen, su grabación se llevó a cabo por partes en tres estudios. Consta de trece canciones, de las cuales siete son regrabaciones registradas mediante la técnica digital, por medio de la herramienta Pro Tools. Por su parte, las seis restantes son versiones de artistas de los años 1960 y 1970 que sirvieron de inspiración para la banda, en especial para Rudolf Schenker y Klaus Meine.
Una vez en el mercado, Comeblack recibió reseñas mixtas a negativas por parte de la prensa especializada. Aunque el uso de la tecnología de grabación fue uno de los aspectos favorables, en general, se criticó las regrabaciones, ya que no transmitían las mismas emociones ni igualaban la calidad de las originales. Por su parte, las versiones obtuvieron opiniones diversas; algunos críticos las consideraron lo mejor del álbum, otros señalaron lo contrario. Con respecto a lo comercial, el álbum alcanzó posiciones medias en las listas musicales, de las cuales destacó el puesto 2 en el recuento de República Checa, además de la certificación de disco de oro otorgado en Francia en 2015. Para impulsar la difusión, en 2011 se editaron algunos sencillos promocionales en ciertos mercados y se grabaron videoclips para cinco de las seis versiones.

## Antecedentes
El 24 de enero de 2010, Scorpions anunció que pondría fin a su carrera con el álbum de estudio Sting in the Tail, publicado el 19 de marzo del mismo año. Para despedirse del público, el 15 de marzo, en Praga (Austria), comenzó la gira de conciertos Get Your Sting and Blackout World Tour, que posteriormente sumó más presentaciones hasta 2011. A pesar del anuncio de retiro, posteriormente Matthias Jabs contó que Sony BMG les había ofrecido un nuevo contrato discográfico por otros dos álbumes de estudio. De hecho, debido al éxito que estaba teniendo el tour, el sello les sugirió que grabaran un nuevo disco para tener material extra con el fin de extender la gira. De acuerdo con Klaus Meine, le dijeron a los ejecutivos que si volvían a un estudio de grabación sería para «divertirse», pues vieron que una nueva producción sería «como una rama de olivo para el sello».
En medio de los espectáculos del tour, los músicos se percataron de que gran parte del público que asistía a los conciertos eran jóvenes, además de que las estadísticas de sus redes sociales, especialmente las de Facebook, arrojaba que sus principales seguidores estaban dentro de un rango de edad de entre 14 y 28 años. Sorprendidos por esta situación, y a modo de retribución, se les ocurrió realizar un disco con algunas de sus clásicas canciones regrabadas con la tecnología de la época, con el objetivo de darles a esos nuevos fanáticos un sonido actualizado.

## Grabación
El concepto original consistía en regrabar algunas de sus canciones mediante la técnica digital, utilizando la herramienta Pro Tools. A pesar de que Rudolf Schenker siempre ha sido un defensor de la grabación analógica, llegó a la conclusión de que con esa tecnología podían lograr el sonido moderno que querían, similar al que conseguían en sus conciertos en vivo. A principios de 2011, la banda le planteó la idea a los productores Mikael Andersson y Martin Hansen, con quienes ya había trabajado en Sting in the Tail. En una de las reuniones que tuvieron, el guitarrista señaló que alguien llegó con la propuesta de dividir el recopilatorio en dos partes: la primera, con regrabaciones, y la segunda, con versiones de aquellos artistas que los hayan inspirado.
Una vez con el proyecto ya definido, el registro de las canciones se llevó a cabo por partes durante el 2011. Las pistas de las guitarras y el bajo las realizaron en el estudio Scorpio Sound de Hannover —propiedad de Schenker—, mientras que la voz de Klaus Meine y los coros las grabaron en el Vocal Land de Alemania. Una vez que estuvieron listas las pistas, se las enviaron a James Kottak para que les añadiera la batería, las cuales iban junto con un click track —una especie de metrónomo grabado en cinta— y con un mensaje que le decía que tenía la libertad de añadirles su propia interpretación. Esta parte de la grabación ocurrió en los estudios Opal de Portland (Estados Unidos). Adicional a los cinco músicos de la banda, los productores y el técnico de guitarra, Peter Kirkman, recibieron créditos de coristas. La grabación, producción y la mezcla las realizaron Andersson y Hansen, mientras que la masterización la hizo Ryan Smith en el estudio Sterling Sound de Nueva York.

## Composición

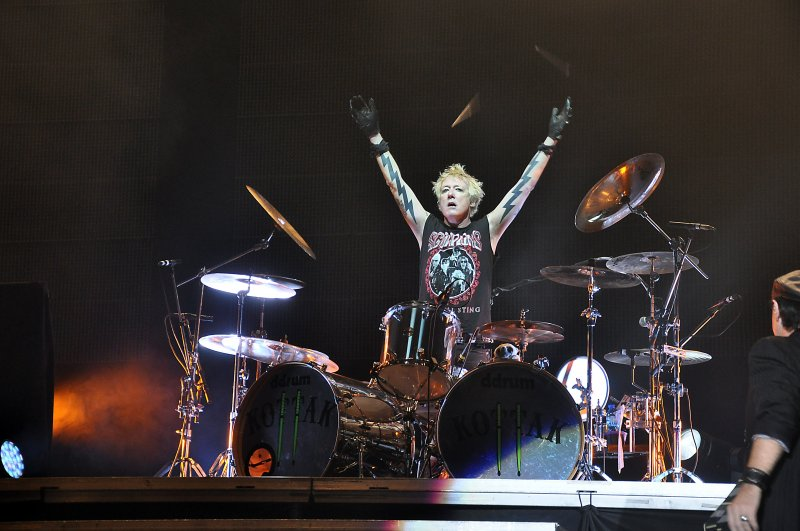
En el análisis realizado por el crítico Martin Popoff, se señaló que la interpretación de James Kottak es una de las características de las regrabaciones. En la imagen, el baterista en 2013

Comeblack se compone de trece canciones, de las cuales siete son regrabaciones: «The Zoo», de Animal Magnetism (1980); «Blackout» y «No One Like You», de Blackout (1982); «Rock You Like a Hurricane» y «Still Loving You», de Love at First Sting (1984); «Rhythm of Love», de Savage Amusement (1988); y «Wind of Change», de Crazy World (1990). De acuerdo con el crítico canadiense Martin Popoff, algunas de ellas eran «más crujientes», partiendo por la inicial, «Rhythm of Love», que suena «como un tanque atravesando el desierto en comparación a la original». Schenker comentó que por eso la dejaron como la primera pista, pues le dieron el sonido que no tuvo en su momento. Una de las principales características de las regrabaciones fue la interpretación de Kottak; por ejemplo, en «Blackout» «parece que la banda reacciona al estilo» del baterista, pues desde un punto de vista de la batería, «es más garagera y densa». Además, el músico «golpea muy bien en el estribillo» de «The Zoo», como también «es el principal conductor de las nuevas alturas de headbanging» de «Rock You Like a Hurricane». Otros aspectos diferentes que encontró Popoff en su análisis fueron las «nuevas y geniales melodías vocales» de «The Zoo», escritas para que Meine evitara ciertas notas altas, y las «moledoras guitarras que hacen que "No One Like You" sea más potente que la original».
Por su parte, las seis restantes son versiones de artistas de los años 1960 que sirvieron de inspiración para la banda, principalmente para Schenker y Meine. Al principio, trabajaron con alrededor de veinticinco canciones. Sin embargo, les fue difícil escoger las que serían incluidas en el álbum, pues querían honrarlas, que no terminaran siendo versiones genéricas, pero además, debían adaptarlas correctamente con su propio estilo. Una vez que le comentaron a Kottak que versionarían «Tainted Love», este pensó que estaban hablando sobre la canción de Soft Cell, pero en ese momento descubrió que también era un cover. De hecho, la había interpretado Gloria Jones en 1965. Los músicos trataron con varias de The Beatles y al final se decidieron por «Across The Universe» (1969), porque encajaba mejor con la voz de Meine. Jabs propuso incluir una de The Rolling Stones, sin embargo, Meine titubeó un poco porque su tipo de voz no coincidía con el ambiente soul del grupo británico. Al final optaron por la balada «Ruby Tuesday» de 1967. Las otras tres fueron «All Day and All of the Night», de The Kinks (1964); «Children of the Revolution», de T. Rex (1972); y «Tin Soldier» de Small Faces (1967). En su análisis, Popoff indicó que Scorpions «mantuvo el ambiente agradable y tranquilo» de «Across the Universe», y le dieron su propio sello a «Tin Soldier» y «Ruby Tuesday», mientras que a «Tainted Love», «Children of the Revolution» y «All Day and All of the Night» les otorgaron un «retratamiento metalero».

## Lanzamiento y reediciones
A finales de septiembre de 2011, Meine anunció la realización del álbum en una entrevista al sitio Arabnews.com y días más tarde se confirmaron el título y la portada. Por su parte, el 4 de octubre se anunció la lista de canciones. Considerado por Schenker como un «proyecto paralelo», el apelativo desconcertó a varias personas, pues la palabra comeblack no existe en el vocabulario inglés. Kottak, a quien no le entusiasmó el nombre, señaló que al parecer querían seguir la tradición de inventar palabras, como ya lo habían hecho con lovedrive del álbum homónimo de 1979. Oficialmente, Comeblack salió al mercado el 4 de noviembre de 2011 por medio de Sony Music en los formatos disco compacto y doble disco de vinilo.
En Alemania, Sony, a través de la filial Columbia SevenOne Music, publicó una edición especial que incluía como pista adicional una regrabación de «Big City Nights», de Love at First Sting (1984). En cambio, en Francia se añadió como canción exclusiva una nueva versión de «Still Loving You» titulada «Still Loving You - je t'aime Encore», la cual está interpretada en francés e inglés y cantada a dúo con la vocalista francesa y ganadora de la edición local del programa Pop Idols de 2008, Amandine Bourgeois. RCA Records lo lanzó en enero de 2012 en Japón y contó con tres pistas extras: «Big City Nights», «Still Loving You - je t'aime Encore» y una versión de «Shapes of Things», de The Yardbirds. Por su parte, el 23 de enero de 2012 estuvo disponible vía streaming en AOL Music, mientras que al día siguiente Legacy Recordings lo editó en los Estados Unidos.

## Promoción
En algunos países se publicaron algunos sencillos promocionales, sin embargo, ninguno figura en la sección de discografía del sitio web oficial de Scorpions. En Francia, una muestra de «Still Loving You - jet t'alme Encore» se subió al sitio Charts in France y desde el 10 de octubre la canción estuvo disponible para ser descargada. De cierta manera, esta versión ayudó a que la canción original tuviese un renacimiento en el país, puesto que para la semana del 12 de noviembre de 2011 alcanzó la posición 38 en la lista musical local. Desde entonces y hasta 2016, «Still Loving You» pasó varias semanas en ese recuento. El 20 de noviembre de 2011 la versión de «Wind of Change» logró el puesto 59 en el Schweizer Hitparade de Suiza. En cambio, en Alemania se publicó «Children of the Revolution» en formato disco compacto solo para las radios. Por su parte, en Youtube se subieron los videoclips de las versiones «Across the Universe», «All Day and All of the Night», «Children of the Revolution», «Tainted Love» y «Ruby Tuesday». Además, editaron un popurrí con esas cinco versiones y «Rhythm of Love» llamado «Comeblack».

## Recepción

### Crítica especializada
Comeblack recibió reseñas mixtas a negativas por parte de la prensa especializada. Gregory Heaney, de AllMusic, lo calificó con tres estrellas de cinco posibles y comentó que las regrabaciones «eran más grandes que sus contrapartes de los ochenta» y que, entre las versiones, destacan «Children of the Revolution» y «Tainted Love». Al final, expresó que Scorpions simplemente se divirtió antes de irse. Scott Alisoglu, de Blabbermouth.net, señaló que los productores supieron utilizar la tecnología para reforzar el sonido de las regrabaciones, pero «carecen de algo de la calidez y la magia que definían a las originales». Con respecto a las versiones, explicó que eran mejores, «solo por el hecho de que el sonido de Scorpions es tan único e inmediatamente reconocible». Terminó su crítica diciendo: «[No hay] nada terrible aquí. Nada a lo que se deba prestar mucha atención tampoco». Paul Elliott, de Classic Rock, expresó que Comeblack mezcla dos de las peores ideas del rock and roll: el álbum de regrabaciones y el álbum de versiones. Aunque consideró que las regrabaciones están bien tocadas y la voz de Meine suena bien, estas «nunca podrían igualar a las originales». Con respecto a las versiones, comentó que faltó imaginación para seleccionarlas, pues otros artistas ya las habían versionado con anterioridad. En definitiva, Elliott definió al álbum como un «concepto defectuoso» y «francamente un desastre», además de «ser una colección bizarra de regrabaciones y versiones». El autor francés Guillaume Gaguet, del sitio Forces Parallèles, mencionó que «la banda pretende darle colores actuales» a las regrabaciones, pero solo «Rhythm of Love» terminó sorprendiendo, pues le dieron la producción que no obtuvo en 1988. En cambio, las versiones «suben el nivel», pero a excepción de «Tainted Love» y «All Day and All of the Night», en general, es «una obra que no es ni caliente ni fría». Gaguet concluyó la reseña: «Una cosa es que el grupo haga que la diversión dure, pero otra cosa es hacerlo ofreciendo álbumes con descuento. Una solución a la inutilidad: abogar por la indiferencia».
Mark Fisher, de la revista en línea Metal Forces, comentó que las originales «tenían una chispa fresca que las impulsaba, mientras que [las regrabaciones] técnicamente suenan geniales y extremadamente bien ensayadas». Sin embargo, consideró que «Rhythm of Love» y «No One Like» suenan «soñolientas», y en «Wind of Change» «simplemente no sientes el momento como lo sentiste en la grabación original». Sobre las versiones, señaló que a «Tainted Love» se le dio un ritmo firme y pesado, que en «Children of the Revolution» es donde Jabs y Schenker realmente brillan, y que «Across the Universe» y «Tin Soldier» son «sólidas y ofrecen un [punto de] vista diferente». Por su parte, «"All Day and All of the Night" suena como The Kinks con esteroides» y «"Ruby Tuesday" cierra el álbum con una nota alta». En definitiva, «el dinero del oyente vale la pena» únicamente por las versiones. Morgan Troper, de la revista estadounidense PopMatters, indicó que era un álbum difícil de reseñar por tener dos aspectos diferentes. Por un lado, las regrabaciones son «insustanciales e injustificadas», cuyas ediciones originales «de ninguna manera merecen ese tratamiento», pues las diferencias sonoras eran «intrascendentales», la interpretación vocal «es notablemente peor» y «las grabaciones en sí mismas suenan frías y "digitales" y carecen de la calidad irregular de las versiones antiguas». Sobre los covers, expresó que son «deplorables» y, como tal, es un disco «verdaderamente miserable e impersonal». El crítico canadiense Martin Popoff reseñó que «Comeblack, desafortunadamente, es uno de esos lanzamientos accidentales tontos que uno esperaría que no sirviera como el último álbum de Scorpions (y como quiso el destino, no lo fue)».

### Comercial
Una vez que salió a la venta, Comeblack logró posiciones medias en las principales listas musicales. El 18 de noviembre de 2011 debutó en el puesto 25 en el Media Control Charts de Alemania y estuvo ocho semanas en la lista, mientras que en República Checa lo hizo en el 2 en el CZ Albums - Top 100. Por su parte, en Francia obtuvo la posición 22 en la lista nacional y permaneció hasta la semana del 7 de enero de 2012 en el recuento. Más tarde, el 3 de marzo del mismo año, reingresó en la casilla 185. En las primeras semanas vendió más de 20 000 copias, tanto en descarga digital como en disco compacto, y en 2015 la Syndicat National de l'Édition Phonographique (SNEP) lo certificó de disco de oro, tras superar las 50 000 unidades comercializadas. En los demás países europeos, Comeblack obtuvo las casillas 12 en el 2M Charts de Rusia. 20 en el AFP Charts de Portugal, 33 en el Schweizer Hitparade de Suiza, 67 en el Ö3 Austria Top 40 de Austria y 100 en el Ultratop de la región Valona de Bélgica.
En los Estados Unidos, debutó en el puesto 90 en el Billboard 200 y estuvo tan solo una semana. En cuanto a otras listas desarrolladas por la revista Billboard, Comeblack alcanzó las casillas 7 en el Top Hard Rock Albums, 27 tanto en el Top Rock Albums como en el Top Rock & Alternative Albums, 84 en el Top Current Albums Sales y 90 en el Top Albums Sales. Durante su primera semana en ese país, vendió alrededor de 5000 copias. Por su parte, en Japón logró la posición 85 en el Billboard Japan Top Albums Sales y la 104 en la lista emitida por Oricon.

## Lista de canciones
| Edición estándar |                                                       |                                  |          |  |
| N.º              | Título                                                | Escritor(es)                     | Duración |  |
| 1.               | «Rhythm of Love»                                      | Schenker, Meine                  | 3:39     |  |
| 2.               | «No One Like You»                                     | Schenker, Meine                  | 4:06     |  |
| 3.               | «The Zoo»                                             | Schenker, Meine                  | 5:38     |  |
| 4.               | «Rock You Like a Hurricane»                           | Schenker, Meine, Herman Rarebell | 4:15     |  |
| 5.               | «Blackout»                                            | Schenker, Meine, Rarebell        | 3:48     |  |
| 6.               | «Still Loving You»                                    | Schenker, Meine                  | 6:43     |  |
| 7.               | «Wind of Change»                                      | Meine                            | 5:08     |  |
| 8.               | «Tainted Love» (versión de Gloria Jones)              | Ed Cobb                          | 3:27     |  |
| 9.               | «Children of the Revolution» (versión de T. Rex)      | Marc Bolan                       | 3:33     |  |
| 10.              | «Across The Universe» (versión de The Beatles)        | John Lennon, Paul McCartney      | 3:17     |  |
| 11.              | «Tin Soldier» (versión de Small Faces)                | Steve Marriott, Ronnie Lane      | 3:14     |  |
| 12.              | «All Day and All of the Night» (versión de The Kinks) | Ray Davies                       | 3:15     |  |
| 13.              | «Ruby Tuesday» (versión de The Rolling Stones)        | Mick Jagger, Keith Richards      | 3:55     |  |

| Pista adicional en la edición especial de Alemania |                   |                 |          |  |
| N.º                                                | Título            | Escritor(es)    | Duración |  |
| 14.                                                | «Big City Nights» | Schenker, Meine | 3:53     |  |

| Pista adicional en Francia |                                                                      |                 |          |  |
| N.º                        | Título                                                               | Escritor(es)    | Duración |  |
| 14.                        | «Still Loving You - je t'aime Encore» (dueto con Amandine Bourgeois) | Schenker, Meine | 6:43     |  |

| Pistas adicionales en Japón |                                                                      |                                            |          |  |
| N.º                         | Título                                                               | Escritor(es)                               | Duración |  |
| 14.                         | «Big City Nights»                                                    | Schenker, Meine                            | 3:53     |  |
| 15.                         | «Still Loving You - je t'aime Encore» (dueto con Amandine Bourgeois) | Schenker, Meine                            | 6:43     |  |
| 16.                         | «Shapes of Things» (versión de The Yardbirds)                        | Paul Samwell-Smith Keith Relf, Jim McCarty | 3:20     |  |

## Posicionamiento en listas semanales
| País            | Lista (2011-2012)                       | Posición |
| --------------- | --------------------------------------- | -------- |
| Alemania        | Media Control Charts                    | 25       |
| Austria         | Ö3 Austria Top 40                       | 67       |
| Bélgica         | Ultratop (región Valona)                | 100      |
| Estados Unidos  | Billboard 200                           | 90       |
| Estados Unidos  | Billboard Top Albums Sales              | 90       |
| Estados Unidos  | Billboard Top Current Sales             | 84       |
| Estados Unidos  | Billboard Top Hard Rock Albums          | 7        |
| Estados Unidos  | Billboard Top Rock & Alternative Albums | 27       |
| Estados Unidos  | Billboard Top Rock Albums               | 27       |
| Francia         | French Albums Chart                     | 22       |
| Japón           | Billboard Japan Top Albums Sales        | 85       |
| Japón           | Japan Albums Chart                      | 104      |
| Portugal        | AFP Charts                              | 20       |
| República Checa | CZ Albums - Top 100                     | 2        |
| Rusia           | 2M Charts                               | 12       |
| Suiza           | Schweizer Hitparade                     | 33       |
| País            | Lista (2015)                            | Posición |
| Suiza           | Schweizer Hitparade                     | 75       |

## Certificaciones discográficas
| País    | Organismo certificador | Certificación | Ventas certificadas | Ref.   |
| ------- | ---------------------- | ------------- | ------------------- | ------ |
| Francia | SNEP                   | Oro           | 50 000              | [ 43 ] |

## Créditos
| - Klaus Meine: voz - Rudolf Schenker: guitarra rítmica, guitarra líder y coros - Matthias Jabs: guitarra líder, guitarra rítmica, guitarra acústica, talk box y coros - Pawel Maciwoda: bajo - James Kottak: batería y coros Músicos invitados - Amandine Bourgeois: voz en «Still Loving You - je t'aime Encore» - Mikael Andersson, Martin Hansen y Peter Kirkman: coros | - Mikael Andersson y Martin Hansen: producción, grabación y mezcla - Kevin Hahn: ingeniería de sonido - Hans-Martin Buff y Marc Ebermann: ingeniería de sonido adicional y edición - Ryan Smith: masterización - Marc Theis: fotografía - Sassenbach Advertising: diseño de portada - Peter Kirkman y Ingo Powitzer: técnico de guitarra |

Fuente: Contraportada de la edición europea y la edición francesa de Comeblack